# Piesau
Piesau é uma localidade e antigo município da Alemanha localizado no distrito de Saalfeld-Rudolstadt, estado de Turíngia.
Pertence ao Verwaltungsgemeinschaft de Lichtetal am Rennsteig. Desde 1 de janeiro de 2019, forma parte do município de Neuhaus am Rennweg, no distrito de Sonneberg.